# Discovery (album Mike’a Oldfielda)
Discovery – jedenasty album studyjny Mike’a Oldfielda wydany w roku 1984. Wydawnictwo składa się z siedmiu utworów śpiewanych oraz ponad dwunastominutowego utworu instrumentalnego. W utworach wokalnych swego głosu użyczyli Maggie Reilly oraz Barry Palmer.

## Lista utworów
Album zawiera utwory:
1. „To France” – 4:50
2. „Poison Arrows” – 3:45
3. „Crystal Gazing” – 3:03
4. „Tricks of the Light” – 3:52
5. „Discovery” – 4:32
6. „Talk About Your Life” – 4:24
7. „Saved By a Bell” – 4:36
8. „The Lake” – 12:08